# Matthew Boylan
Matthew Boylan ist ein US-amerikanischer Schauspieler.

## Leben
Boylan trat als Schauspieler erstmals 1998 durch sein Mitwirken in den Spielfilmen Species II und Free Money in Erscheinung. Es folgte ein Jahr später eine Besetzung in einer Episode der Fernsehserie Homicide. 2006 verkörperte er den Dwayne Thompkins in vier Episoden der Fernsehserie 24. 2011 spielte er in der US-amerikanischen Fernsehserie Being Human  die Rolle des Vampirs Fedder. Hinzu kommen viele Besetzungen in Kurzfilmen.

## Filmografie
- 1998: Species II
- 1998: Free Money
- 1999: Homicide (Fernsehserie, Episode 7x14)
- 2000: The Corner (Mini-Fernsehserie, Episode 1x02)
- 2002: Largo Winch – Gefährliches Erbe (Largo Winch) (Fernsehserie, Episode 2x02)
- 2003: Wall of Secrets (Fernsehfilm)
- 2004: Brilliant
- 2004: Without a Trace – Spurlos verschwunden (Without a Trace) (Fernsehserie, Episode 3x01)
- 2005: CSI: Vegas (Fernsehserie, Episode 6x01)
- 2006: 24 (24 – Twenty Four) (Fernsehserie, 4 Episoden)
- 2006: Legacy of Fear (Fernsehfilm)
- 2008: Shadow Riders (Kurzfilm)
- 2008: The Maltese Murder Mystery
- 2008: Collector (Kurzfilm)
- 2010: Zerstört (Destroyed) (Kurzfilm)
- 2011: Being Human  (Fernsehserie, 2 Episoden)
- 2012: The Art of Human Salvage (Kurzfilm)
- 2013: Slightly Single in L.A.
- 2014: Category 5 (Fernsehfilm)
- 2015: Shameless (Fernsehserie, Episode 5x01)
- 2015: The Art of Human Salvage (Kurzfilm)
- 2015: Straight Outta Compton
- 2016: Interwoven
- 2017: The Delivery (Kurzfilm)
- 2018: Station 19 (Fernsehserie, Episode 2x04)
- 2020: True to the Game 2: Gena's Story